# Polygala didyma
Polygala didyma är en jungfrulinsväxtart som beskrevs av Cheng Yih Wu. Polygala didyma ingår i släktet jungfrulinssläktet, och familjen jungfrulinsväxter. Inga underarter finns listade i Catalogue of Life.